# Daewoo Leganza

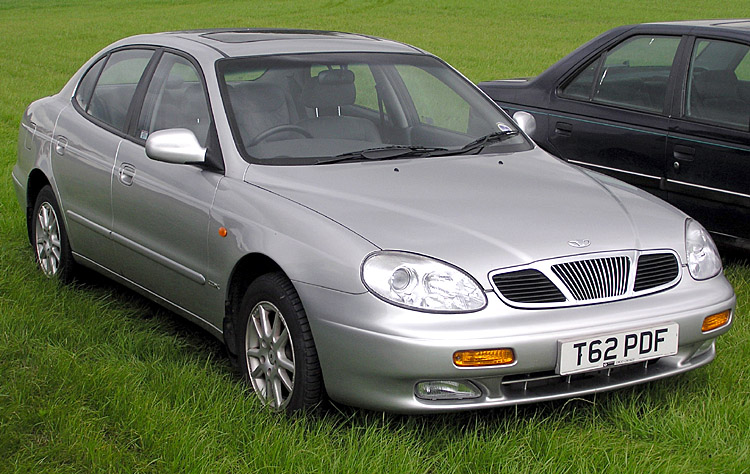
Daewoo Leganza från 1999.

Daewoo Leganza var det sydkoreanska företagets största bilmodell och den tillverkades mellan 1997 och 2002. Föregångaren hette Daewoo Espero och efterföljaren är Daewoo Evanda. Leganza erbjöds endast som fyradörrars sedan och karossen ritades av Giorgetto Giugiaro. Modellen finns endast med ett motoralternativ, nämligen en fyrcylindrig bensinmotor på 2,0 liter med 133 hk. Huvudkonkurrensen kom från landets egna bilmodeller Kia Clarus och Hyundai Sonata. I Ryssland marknadsfördes den under namnet Doninvest Kondor. I Sverige såldes endast ett fåtal exemplar.